# Flagge der Organisation für Islamische Zusammenarbeit
Die Flagge der Organisation für Islamische Zusammenarbeit besteht aus einem weißen Hintergrund mit dem Emblem der Organisation im Zentrum, welches eine grüne Mondsichel und einen Globus mit der Kaaba im Zentrum des Globus’ zeigt. Diese Elemente sollen die Philosophie der Organisation gemäß ihrer neuen Statuten widerspiegeln.

Flagge der Organisation für Islamische Zusammenarbeit bis 2011

Diese Flagge ersetzte 2011 die alte Flagge, die aus einer nach oben hin offenen roten Mondsichel, umhüllt von einer weißen Scheibe auf einem grünen Hintergrund, bestand. In der Mitte der Mondsichel befand sich die Takbīr „Allahu akbar“ in arabischer Schrift: (الله أَكْبَر).